# Synchiropus laddi
Synchiropus laddi är en fiskart som beskrevs av Schultz, 1960. Synchiropus laddi ingår i släktet Synchiropus och familjen sjökocksfiskar. Inga underarter finns listade i Catalogue of Life.